# Xã Garfield, Quận Clay, South Dakota
Xã Garfield (tiếng Anh: Garfield Township) là một xã thuộc quận Clay, tiểu bang Nam Dakota, Hoa Kỳ. Năm 2010, dân số của xã này là 208 người.